# Oligotrichum denudatum
Oligotrichum denudatum là một loài rêu trong họ Polytrichaceae. Loài này được G.L. Merr. mô tả khoa học đầu tiên năm 1991.